# 2546 Libitina
A 2546 Libitina (ideiglenes jelöléssel 1950 FC) a Naprendszer kisbolygóövében található aszteroida. Ernest Leonard Johnson fedezte fel 1950. március 23-án.